# Роуч, Стивен
Стивен Роуч (англ. Stephen Roche; род. 28 ноября 1959, Дандрум) — бывший ирландский шоссейный велогонщик; второй после Эдди Меркса, кто выигрывал в один год Джиро д’Италия, Тур де Франс и чемпионат мира (Тройная корона).

## Биография
Стивен Роуч родился в пригороде Дублина, он был одним из пяти детей фермеров. Его младший брат, Лоуренс, также стал профессиональным велогонщиком, но менее успешным. В 1979 году Стивен участвовал в ирландской гонке Rás Tailteann: победы на двух этапах, в том числе разделке, принесли ему известность. В следующем году ирландец уехал во Францию, где выступал за любительскую команду «Athletic Club de Boulogne-Billancourt». В 1981 году Роуч подписал профессиональный контракт с «Пежо» и выиграл многодневку Париж — Ницца. Через 2 года он стал 3-м на чемпионате мира и впервые победил на Туре Романдии, который он выиграл и в следующем сезоне, выступая уже за «La Redoute». В 1985 году ирландец выиграл этап на Тур де Франс и поднялся на подиум в Париже. Но в ноябре Роуч получил травму колена на велотреке, и следующий год, в команде «Carrera», был скомкан.
1987 год начался для Стивена удачно: он в рекордный третий раз первенствовал на Туре Романдии, выиграл Вуэльту Валенсии, а также показал высокие результаты в других гонках. Капитаном его команды на Джиро д’Италия был Роберто Висентини, защищавший прошлогодний титул. Однако Роуч считал свою форму более подходящей для борьбы за общую победу, и, к неудовольствию команды, включился в неё. Ирландец и итальянец поочерёдно захватывали розовую майку, причём Роуч подвергался сильной обструкции. Против него ополчились пресса и местные болельщики, даже его команда организовывала погони за отрывами Роуча. Активную помощь в гонке отвергнутому ирландцу из его команды оказывал лишь бельгиец Эдди Шепперс, а также гонщики «Panasonic», что только усиливало критику со стороны «Carrera». В итоге Висентини, уже проигравший психологически и выпавший из первой тройки, не вышел на старт разделки последнего этапа, которую выиграл Роуч, и так лидировавший в общем зачёте.
Тур де Франс 1987 проходил без лидеров гонки предыдущих лет: Бернар Ино завершил карьеру, а Грег Лемонд умудрился получить тяжёлые огнестрельные ранения на охоте. Среди велогонщиков, желавших воспользоваться ситуацией, был и недавний триумфатор Джиро Стивен Роуч. На старт Тура, начавшегося в Берлине, вышло рекордное количество участников, 207, а сама гонка изобиловала тяжёлыми горными этапами. Также прошли 4 разделки, подходящие Роучу. Он выиграл разделку на 10-м этапе, и опередил основных соперников на разделке 18-го в Мон-Венту. Победитель этого этапа Жан-Франсуа Бернар надел жёлтую майку, но из-за невезения на 19-м отдал её Роучу. Горный 20-й этап венчал подъём Альп-д'Юэз, и ирландец отдал майку лидера горняку Педро Дельгадо, надеясь вернуть её в разделке предпоследнего этапа. 21-й этап стал кульминацией многодневки. Роуч атаковал, но Дельгадо с помощью команды догнал и сбросил уставшего Роуча, выигрывая полторы минуты за 5 километров до финиша. Однако Стивен ценой невероятных усилий финишировал непосредственно за спиной испанца, после чего приводился в чувство кислородом. На следующем, снова горном, этапе ирландец отыграл несколько секунд, чем обескуражил Дельгадо. Роуч обошёл соперника в разделке и въехал на Елисейские Поля триумфатором. На подиуме Стивена встречал ирландский премьер-министр Чарльз Хоги, а в Дублине — парад. Роуч является единственным ирландцем, побеждавшим в самой престижной велогонке.
Лидером ирландской сборной на чемпионате мира 1987 года был Шон Келли, но он не сумел влиться в решающий отрыв, в котором «полицейским» ехал Роуч. Пока спринтеры Теун ван Влит и Рольф Гёльц стерегли друг друга на последнем километре, Стивен спуртовал и взял «золото». Он стал всего вторым гонщиком, побеждавшим в один год на двух Гранд Турах и чемпионате мира. Этот успех обеспечил Роучу Super-Prestige Pernod (приз первому номеру рейтинга по итогам года) и «Золотой велосипед».
После 1987 года Роуч не добивался сопоставимых успехов, меняя команды каждые 1-2 года. В 1989—1990 он выигрывал Тур Басконии и Четыре дня Дюнкерка, но травма колена давала о себе знать всё больше. В 1992 году ирландец выиграл свой пятый и последний этап на супермногодневке (Тур де Франс). После сезона 1993, когда он вошёл в первую десятку Джиро, Роуч с сожалением завершил карьеру. В дальнейшем он продолжил жить и во Франции, и Ирландии. В 2004 году Роуч развёлся с женой-француженкой, которая родила ему четверо детей. Один из них, Николас, пошёл по стопам отца — он выбрал карьеру велогонщика и становился чемпионом Ирландии, как и племянник Стивена Дэниэл Мартин. Роуч владеет гостиницей во Французской Ривьере, он основал велолагерь на Мальорке, принимает участие в организации нескольких гонок, и комментирует велогонки на «Eurosport».

## Главные победы и достижения
1980
- Молодёжный Париж — Рубе

1981
- Париж — Ницца

1983
- Гран-при Валлони
- Тур Романдии
- Париж — Бурж
- Бронзовая медаль чемпионата мира

1984
- Тур Романдии

1985
- Критериум Интернасьональ
- 3-й в общем зачёте и победа на 18-м А этапе Тур де Франс

1987
Призы Super-Prestige Pernod и Mendrisio d’Or
- Тур де Франс, победа на 10-м этапе и 2-й в спринтерском зачёте
- Джиро д’Италия, победы на 3-м и 22-м этапах
- Чемпионат мира
- Тур Романдии
- Вуэльта Валенсии
- 2-й на Туре Ирландии

1989
- Тур Басконии

1990
- Четыре дня Дюнкерка

1991
- Сетмана Каталана де Циклисме
- Критериум Интернасьональ

1992
- Победа на 16-м этапе Тур де Франс

## Выступления в супермногодневках
| Гранд Тур       | 1983 | 1984 | 1985 | 1986 | 1987 | 1988 | 1989 | 1990 | 1991 | 1992 | 1993 |
| --------------- | ---- | ---- | ---- | ---- | ---- | ---- | ---- | ---- | ---- | ---- | ---- |
| Джиро д’Италия  | -    | -    | -    | -    | 1    | -    | 9    | -    | -    | -    | 9    |
| Тур де Франс    | 13   | 25   | 3    | 48   | 1    | -    | НФ   | 44   | НФ   | 9    | 13   |
| Вуэльта Испании | -    | -    | -    | -    | -    | -    | -    | -    | -    | 14   | -    |